# Нова Кам'янка (Бахмутський район)
Нова́ Ка́м'янка — село Бахмутської міської громади Донецької області, Україна.